# Rote Mülleimer

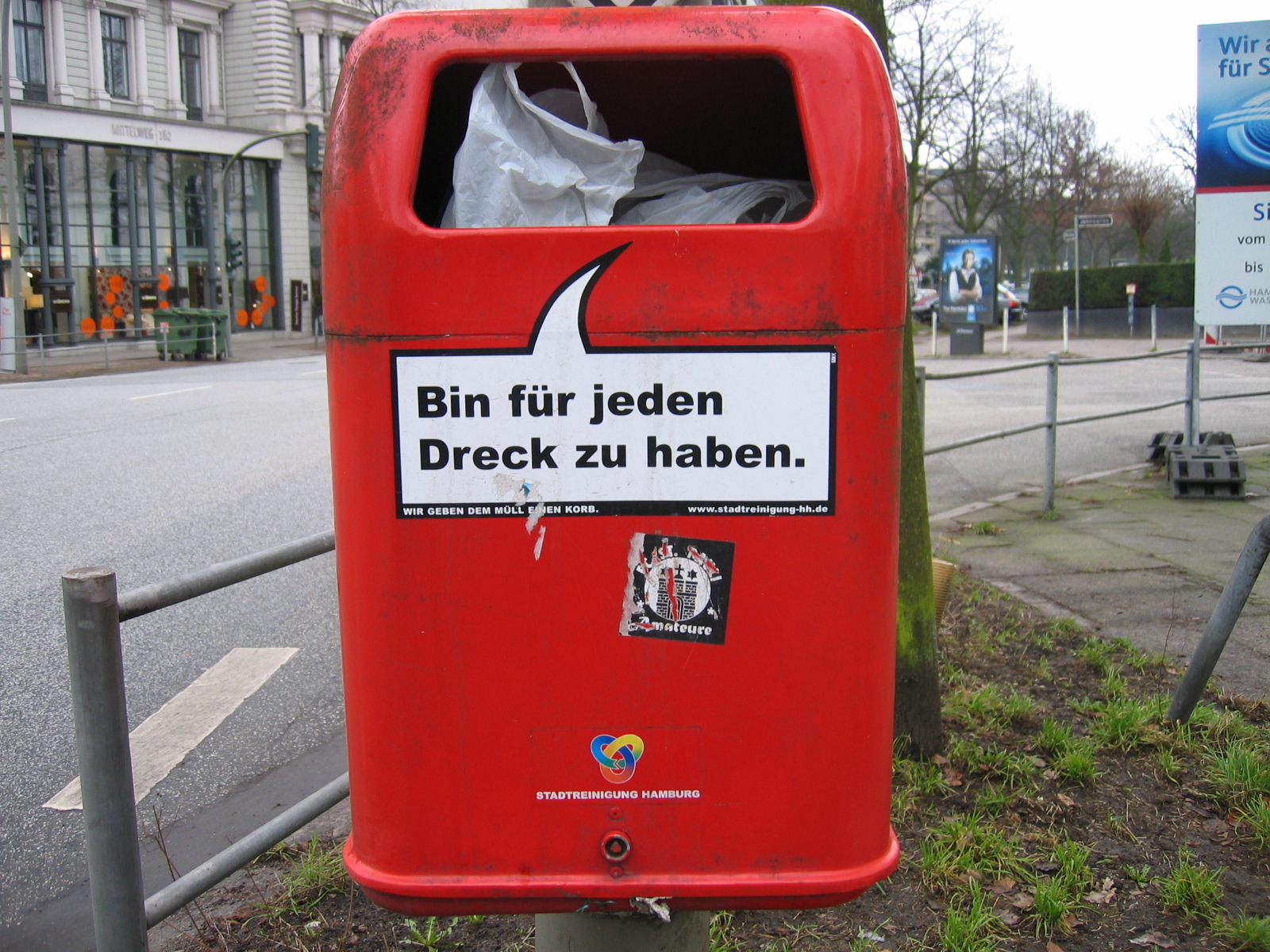
Roter Mülleimer: Bin für jeden Dreck zu haben

Die Roten Mülleimer in Hamburg sind feuerrot lackierte öffentliche Abfallbehälter, die mit einer Sprechblase und meist kurzen Texten für ihre Benutzung werben und inzwischen mehrere Design-Preise gewonnen haben.
Sie gehen zurück auf eine Kampagne der Stadtreinigung im Mai 2005 für mehr Sauberkeit in der Stadt und einen zuvor ausgeschriebenen Ideenwettbewerb. Das Konzept der sprechenden roten Mülleimer stammt von der Werbeagentur MKK und sah vor, zum einen durch die auffällige Farbe im Gegensatz zu den zuvor in grau gehaltenen Behältern, aber insbesondere durch die flotten oder witzigen Sprüche, Passanten zu bewegen, die Müllentsorgungseinrichtungen zu benutzen. Nach Aussagen der Stadtreinigung ist dieses Konzept auch aufgegangen.
Inzwischen stehen im Stadtgebiet etwa 21.000 dieser Roten Mülleimer. Die Sprüche werden teilweise erneuert oder auch aktuellen Ereignissen angepasst. So wurde beispielsweise zur Fußball-Weltmeisterschaft 2006 eine eigene Spruchkampagne gestartet  (Ich bin ein Cleansmann oder Den macht sogar meine Oma rein) oder zum Christopher Street Day einige der Sprechblasen mit Ich bin eine Dreck-Queen und ähnlichem beschriftet. Am 8. September 2011, dem Tag der deutschen Sprache, wurde die Kampagne mit dem Elbschwanenorden des Vereins deutscher Sprache ausgezeichnet, da die verwendeten Kalauer ohne Anglizismen auskommen und sich auf einem Niveau bewegen, „das es intelligenten Menschen erlaubt zu lächeln.“

## Beispiele

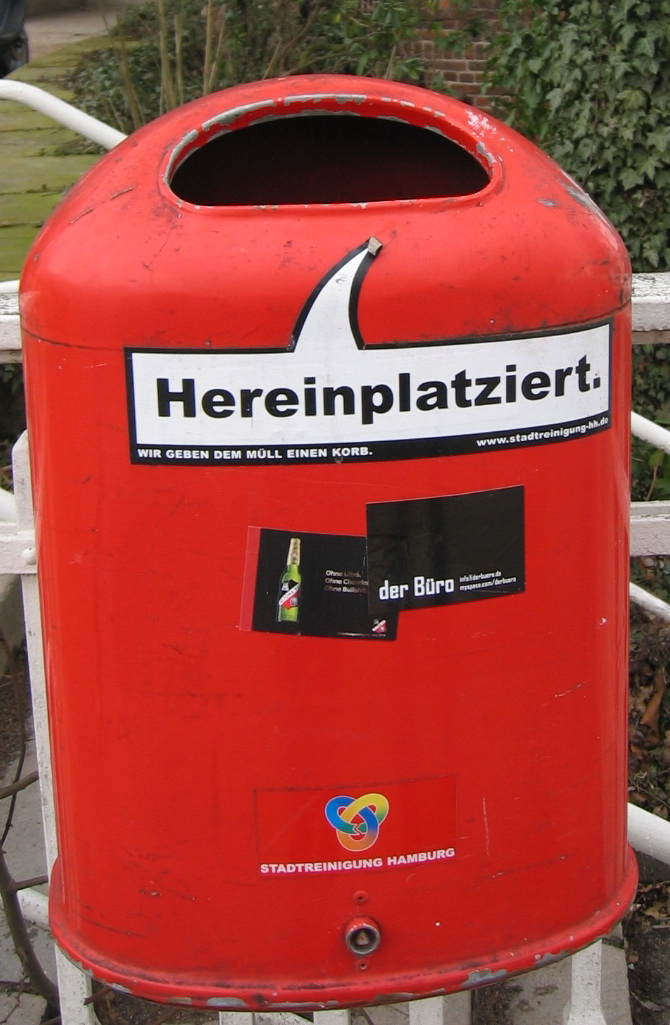
Hereinplatziert
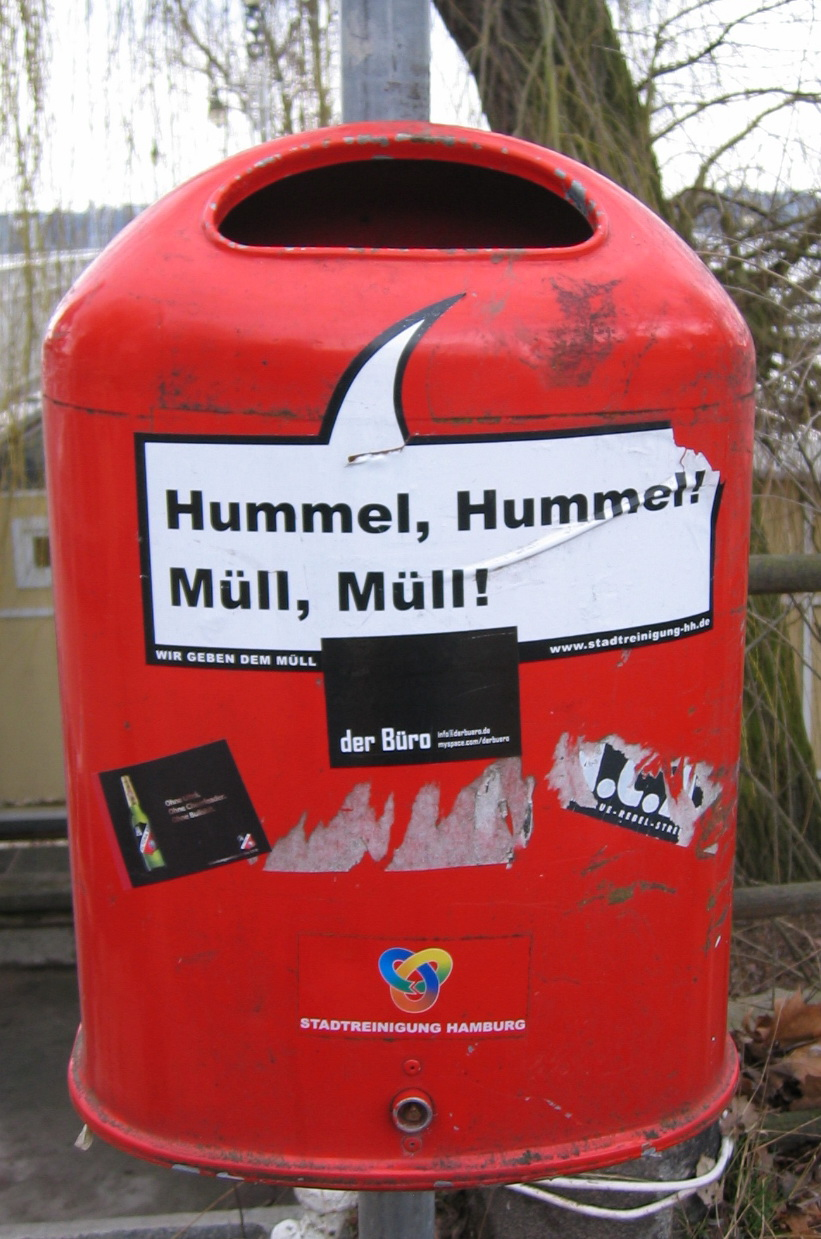
Hummel, Hummel! Müll, Müll!
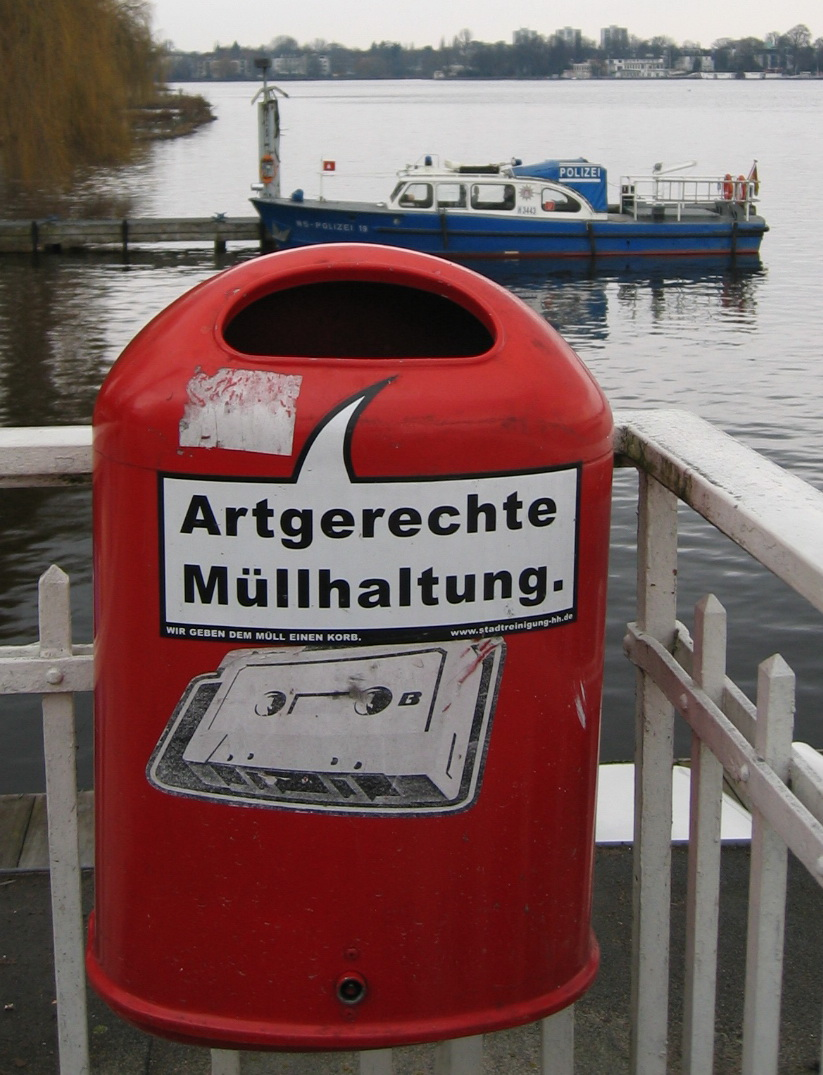
Artgerechte Müllhaltung
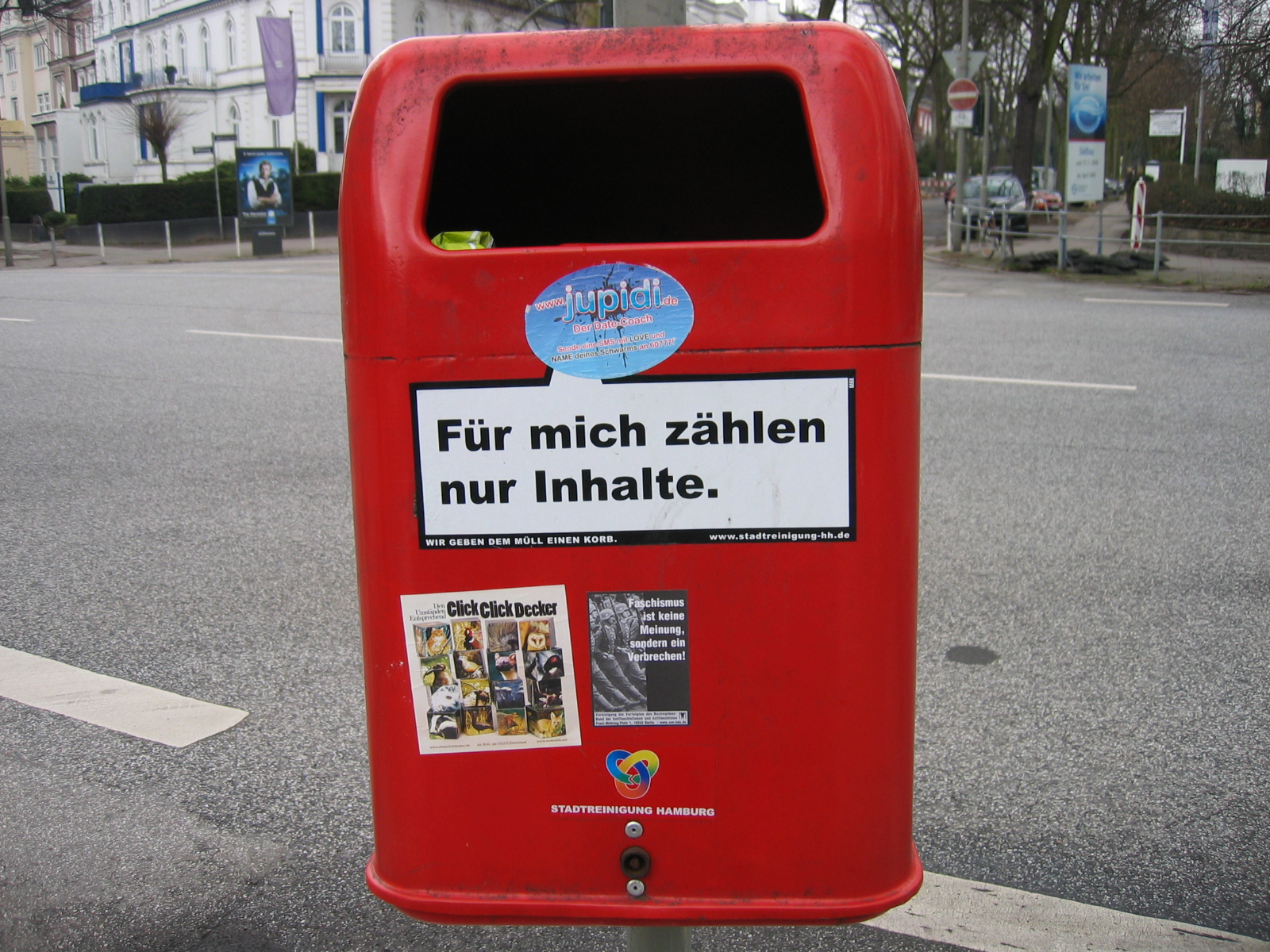
Für mich zählen nur Inhalte
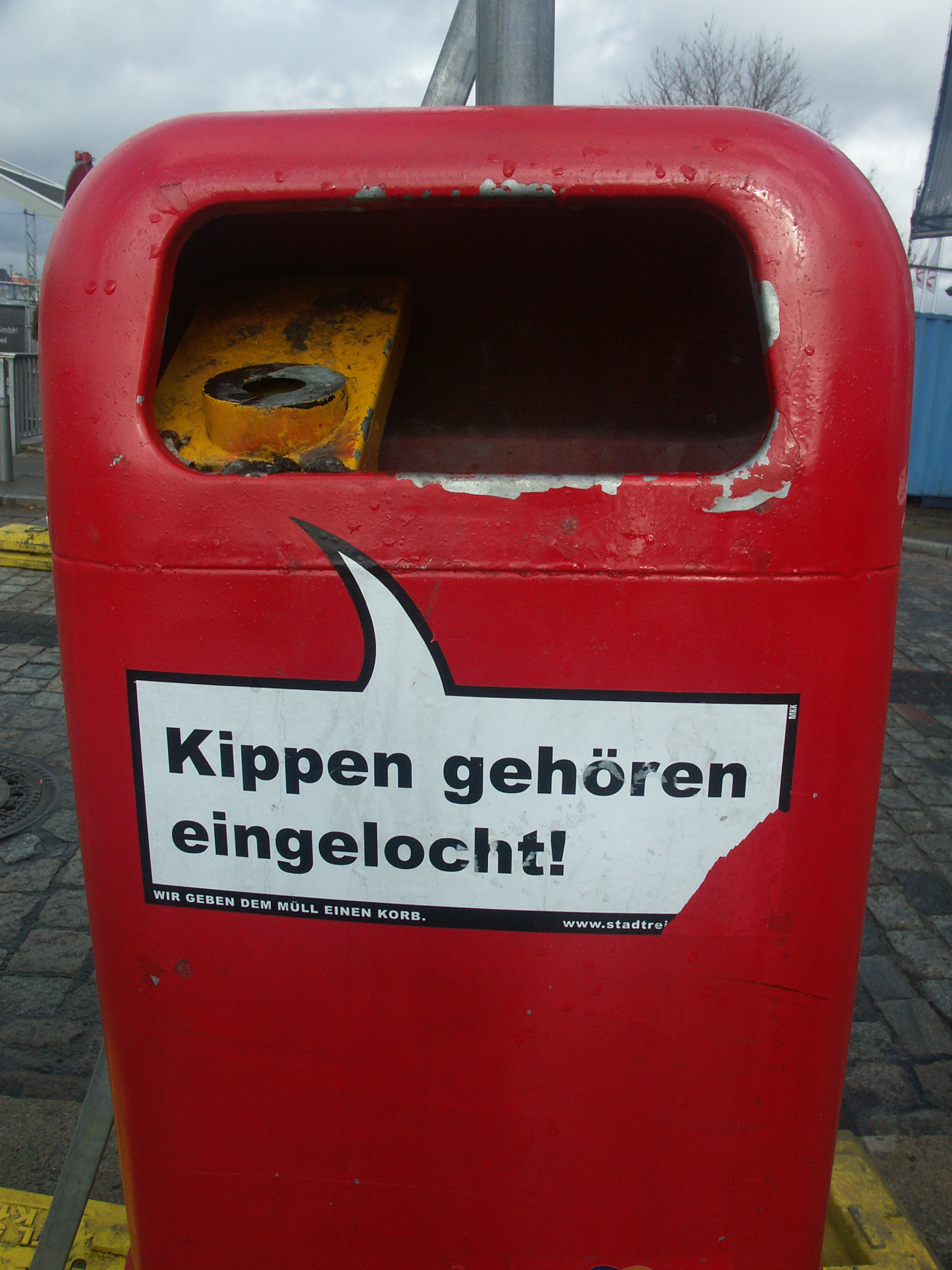
Kippen gehören eingelocht!
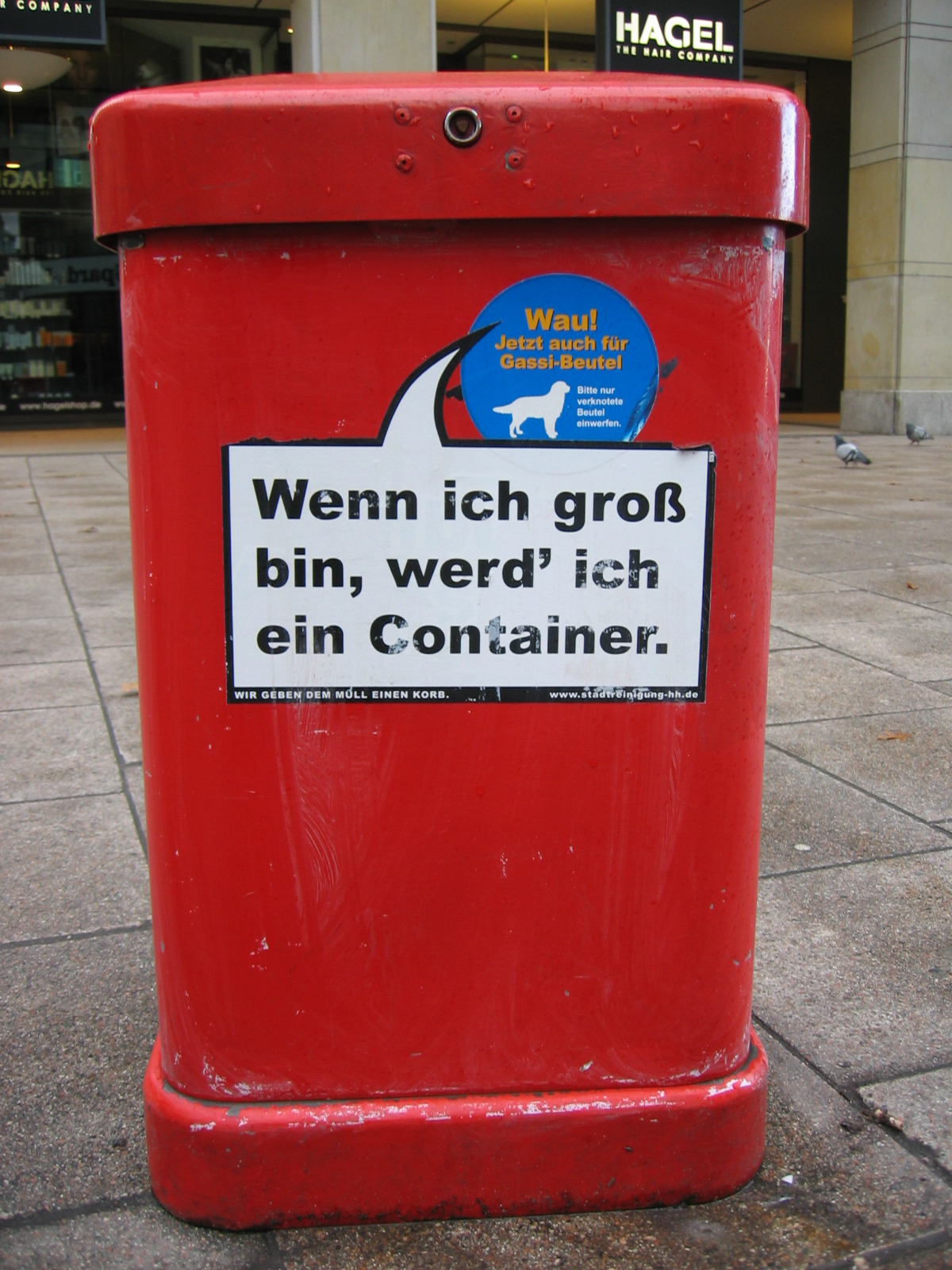
Wenn ich groß bin, werd’ ich ein Container
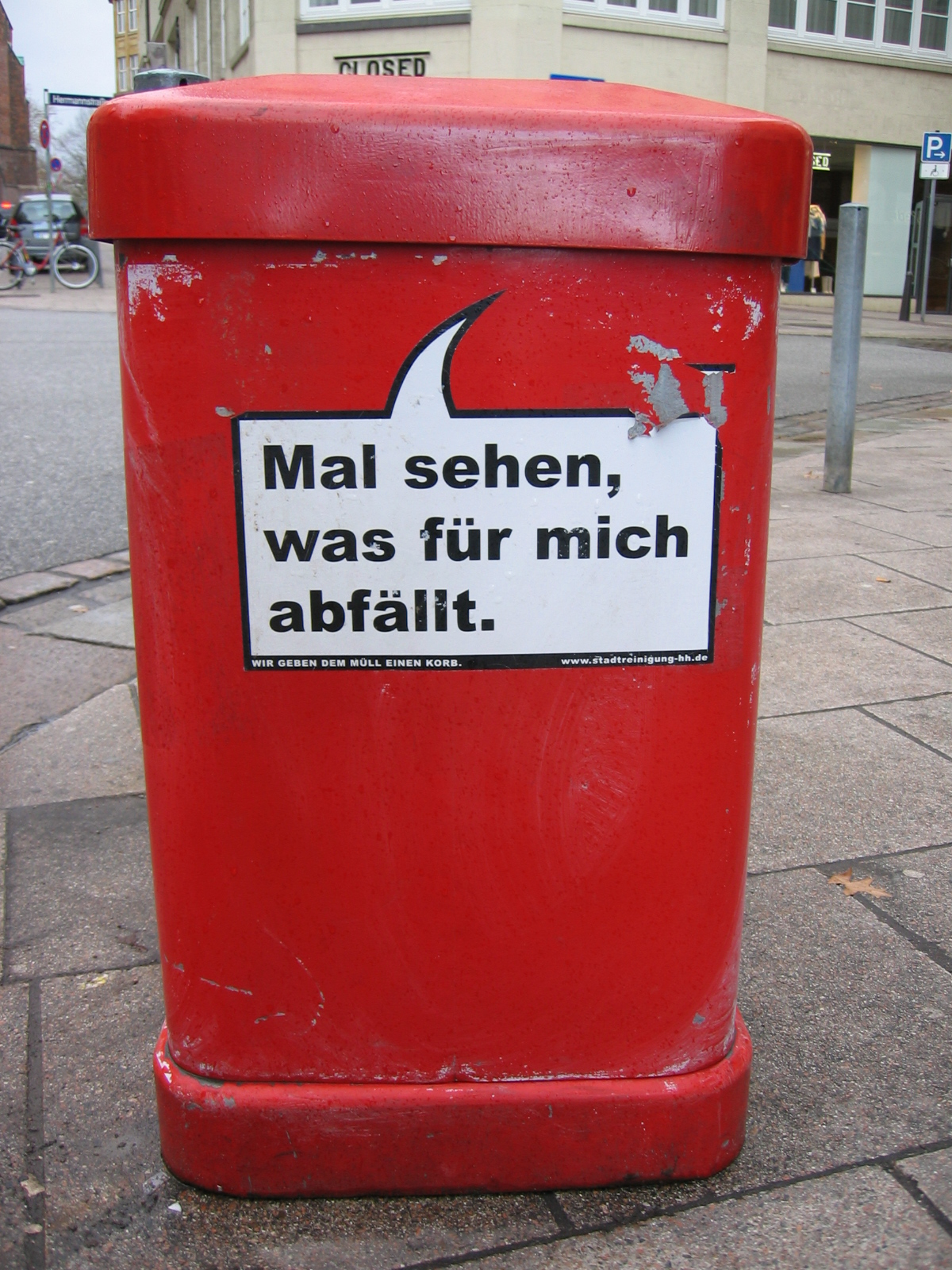
Mal sehen, was für mich abfällt
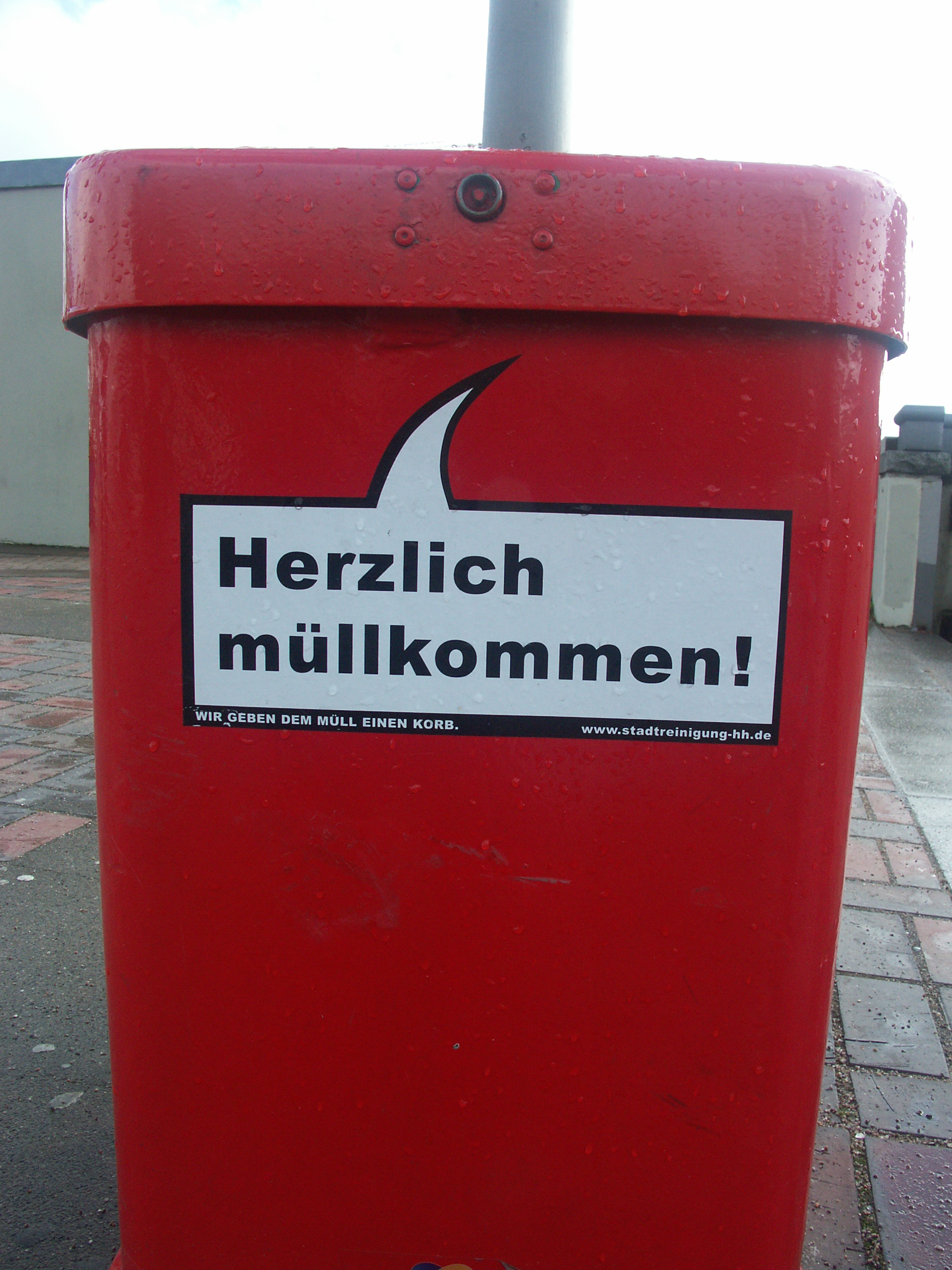
Herzlich müllkommen!
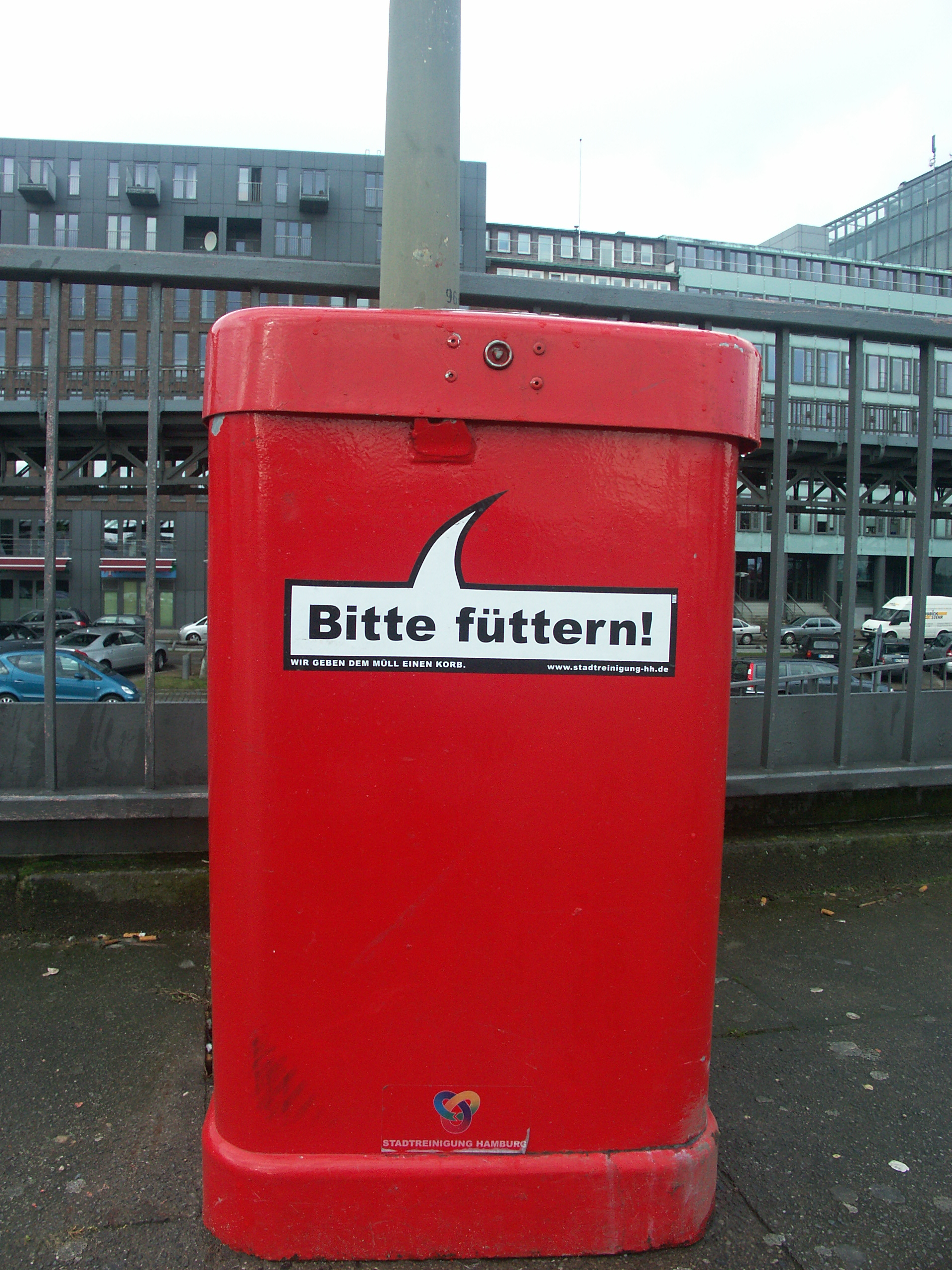
Bitte füttern!
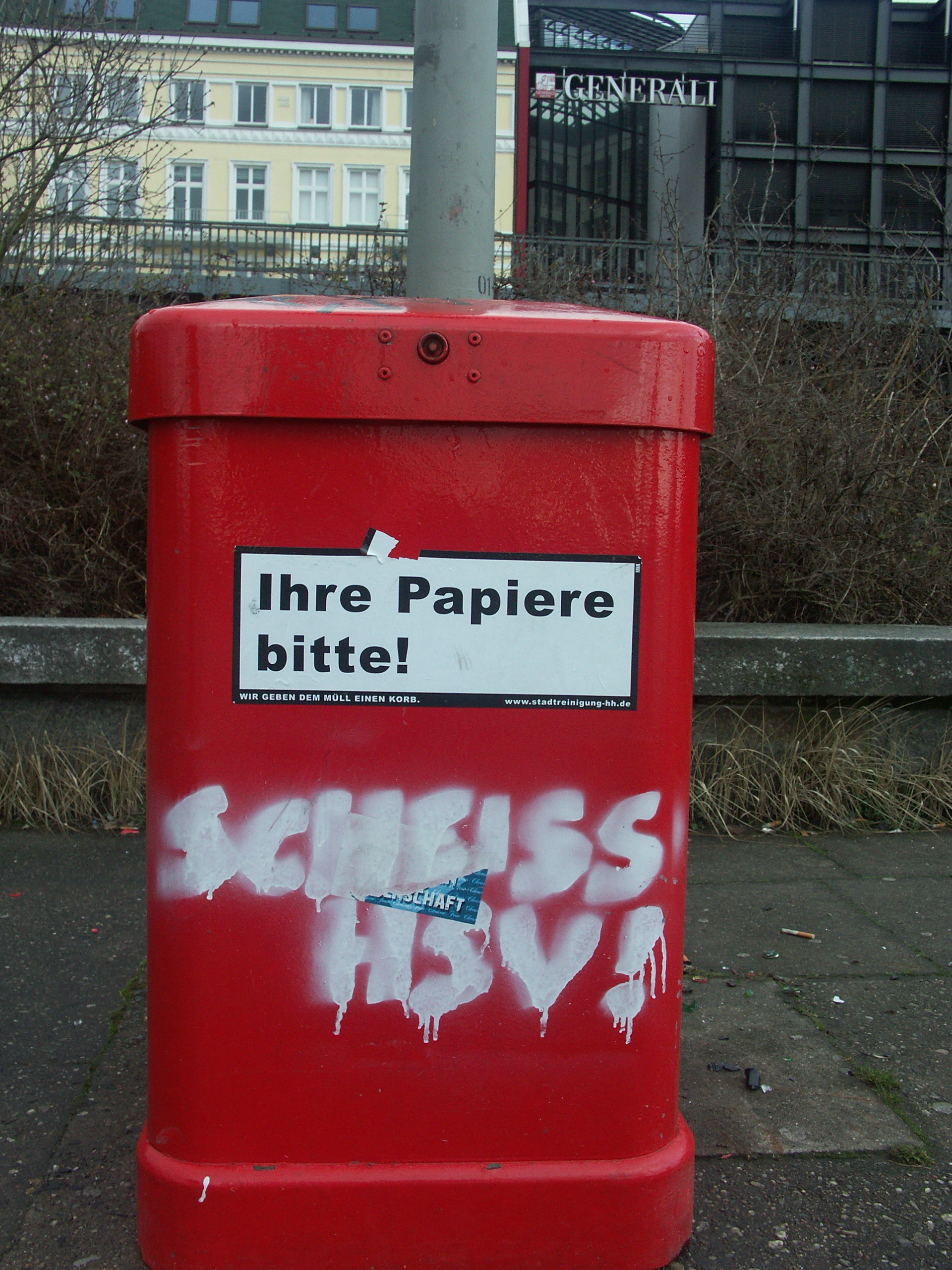
Ihre Papiere bitte!
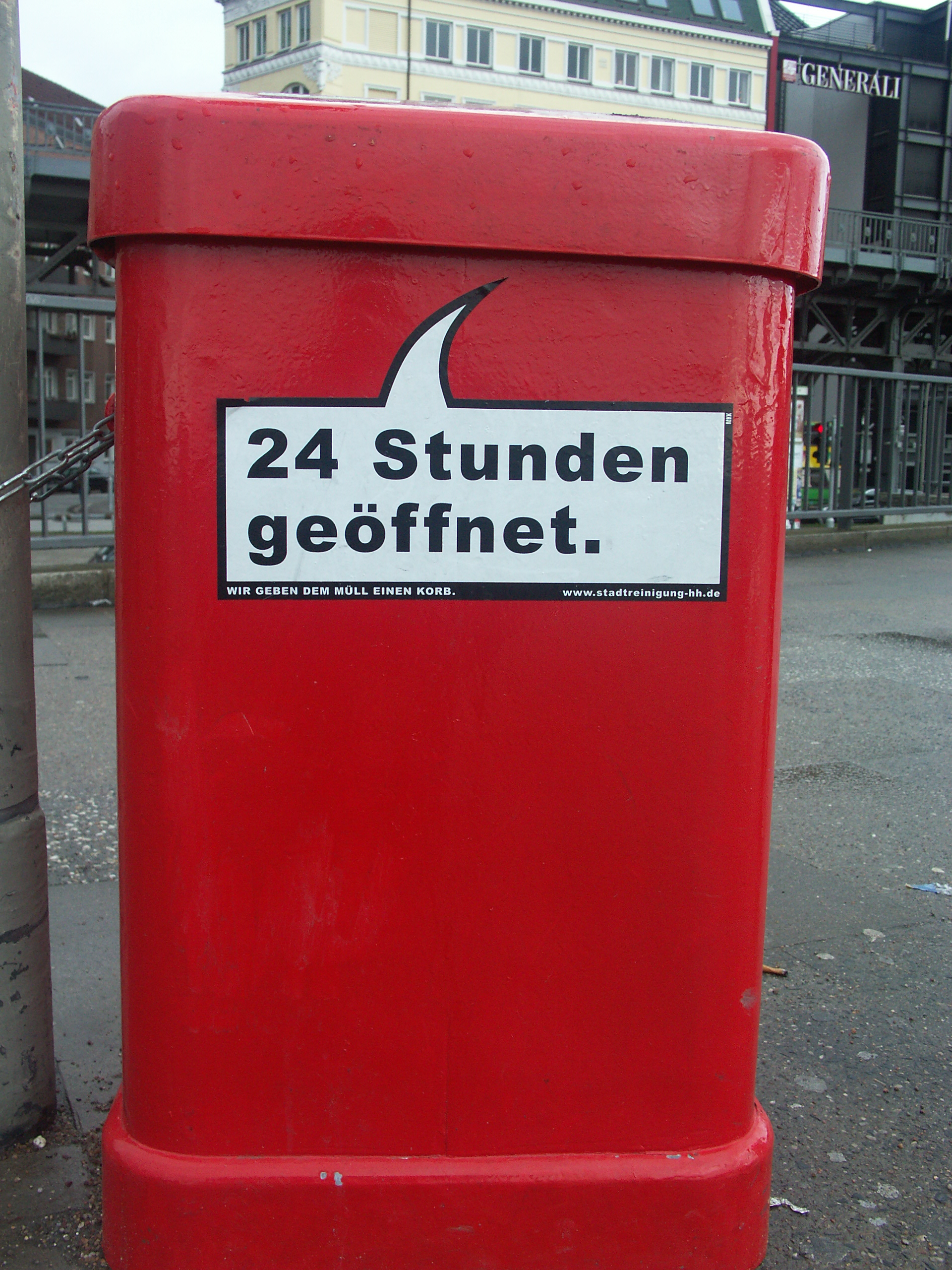
24 Stunden geöffnet
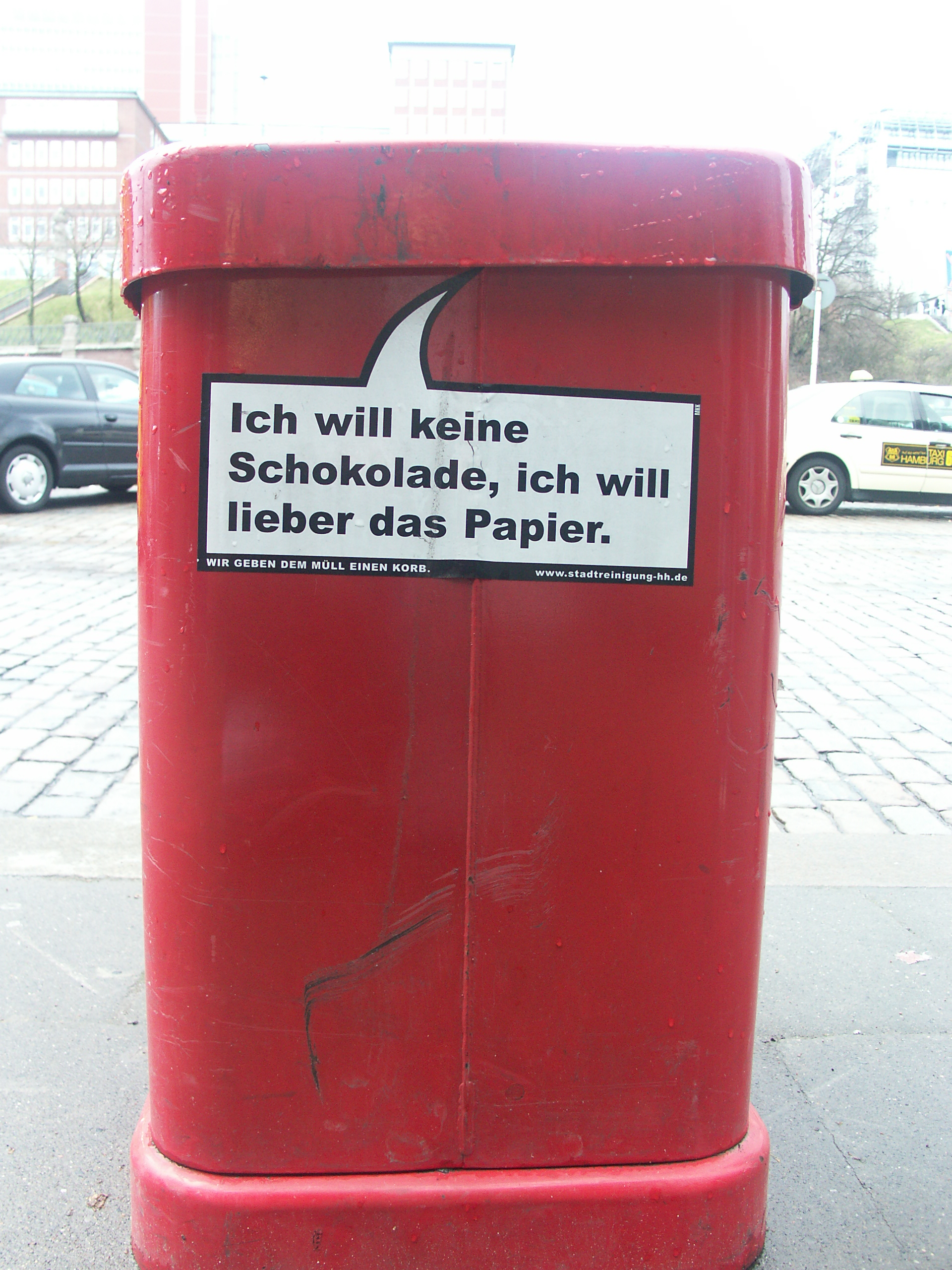
Ich will keine Schokolade, ich will lieber das Papier
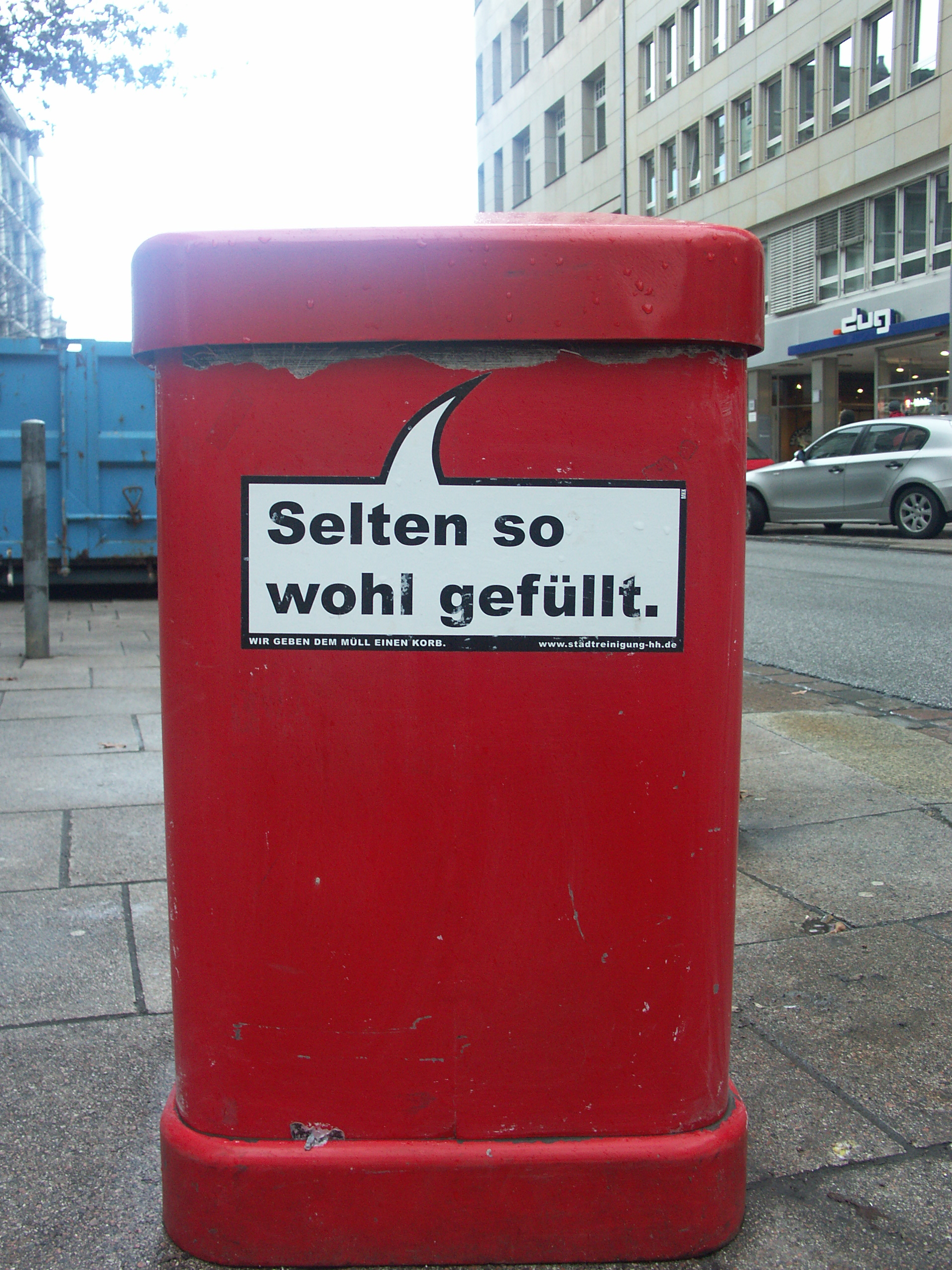
Selten so wohl gefüllt
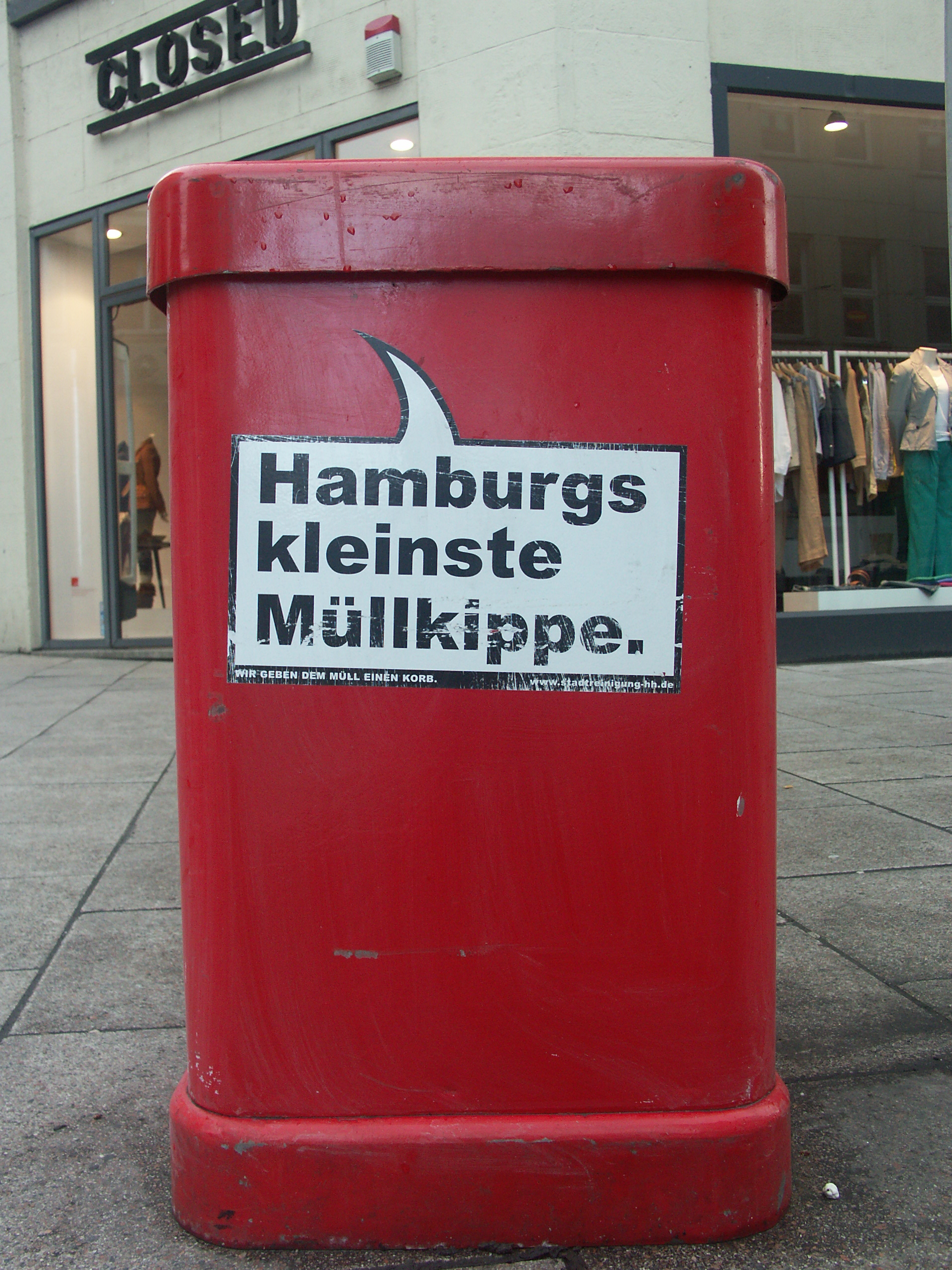
Hamburgs kleinste Müllkippe
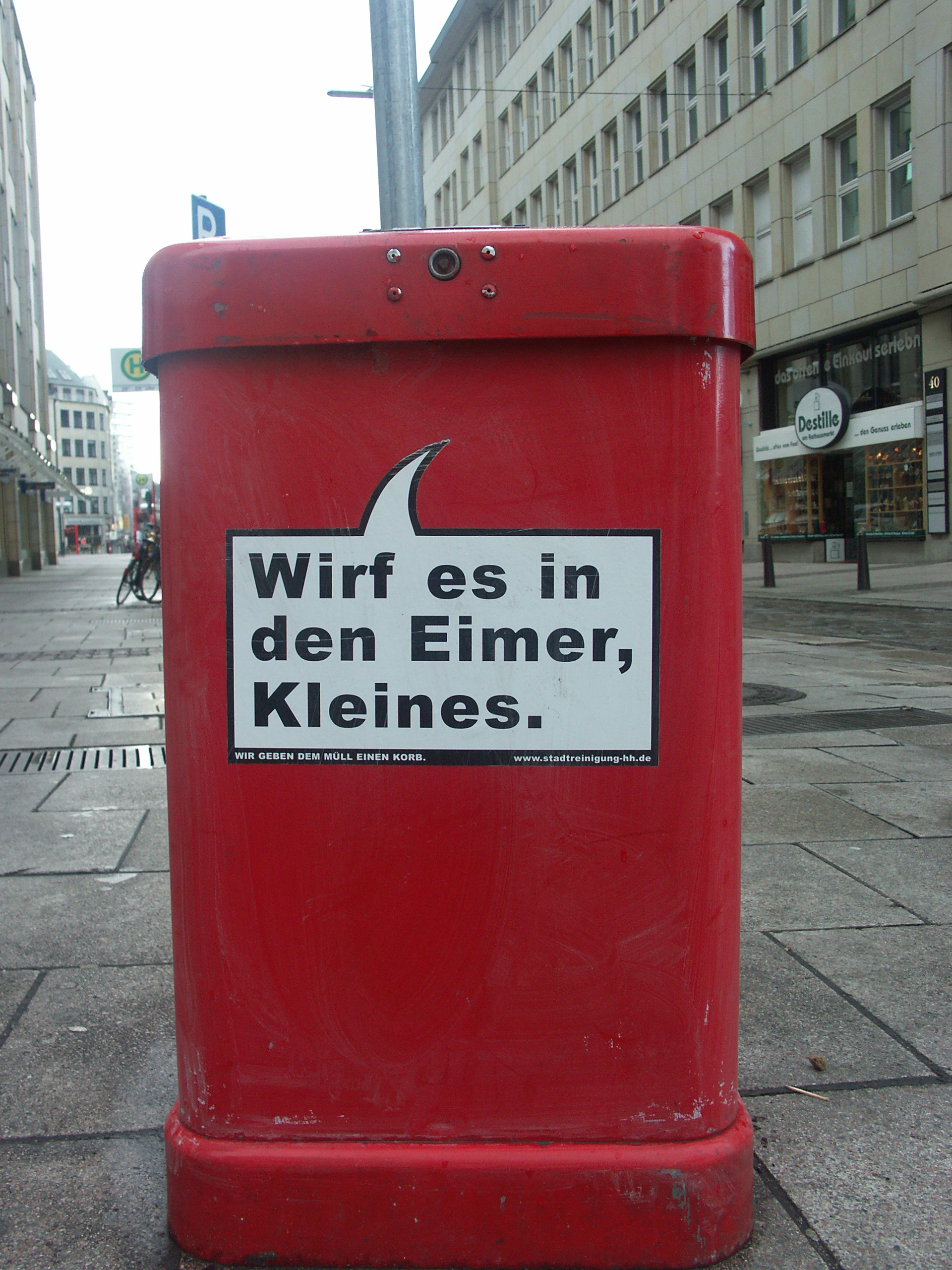
Wirf es in den Eimer, Kleines